# Dekanat Wrocław (diecezja wrocławsko-szczecińska)
Dekanat Wrocław – jeden z 5 dekanatów diecezji wrocławsko-szczecińskiej Polskiego Autokefalicznego Kościoła Prawosławnego.

## Parafie
W skład dekanatu wchodzi 13 parafii:
- parafia Ikony Bogurodzicy „Wszystkich Strapionych Radości” w Kędzierzynie-Koźlu
  - cerkiew Ikony Bogurodzicy „Wszystkich Strapionych Radości” w Kędzierzynie-Koźlu
  - punkt duszpasterski Poczajowskiej Ikony Bogurodzicy w Opolu[1][2]
- parafia Zwiastowania Przenajświętszej Bogurodzicy w Malczycach
  - cerkiew Zwiastowania Przenajświętszej Bogurodzicy w Malczycach
- parafia Zaśnięcia Najświętszej Maryi Panny w Oleśnicy
  - cerkiew Zaśnięcia Najświętszej Maryi Panny w Oleśnicy
- parafia św. Paraskiewy w Samborzu
  - cerkiew św. Paraskiewy w Samborzu
- parafia św. Michała Archanioła w Sokołowsku
  - cerkiew św. Michała Archanioła w Sokołowsku
  - kaplica św. Łukasza Biskupa Krymu i Świętych Męczennic Elżbiety i Barbary w Sokołowsku[3]
- parafia św. Dymitra w Starym Wołowie
  - cerkiew św. Dymitra w Starym Wołowie
- parafia św. Mikołaja w Świdnicy
  - cerkiew św. Mikołaja Cudotwórcy w Świdnicy
- parafia Wszystkich Świętych w Wałbrzychu
  - kaplica Wszystkich Świętych w Wałbrzychu
- parafia Narodzenia Przenajświętszej Bogurodzicy we Wrocławiu
  - sobór Narodzenia Przenajświętszej Bogurodzicy we Wrocławiu
- parafia św. Piotra Mohyły Metropolity Kijowskiego i Halickiego we Wrocławiu
- parafia Świętych Cyryla i Metodego we Wrocławiu
  - cerkiew Świętych Cyryla i Metodego we Wrocławiu
  - kaplica Świętych Wileńskich Męczenników – Antoniego, Jana i Eustachego we Wrocławiu
- parafia św. Jerzego w Ząbkowicach Śląskich
  - cerkiew św. Jerzego w Ząbkowicach Śląskich
- parafia św. Jerzego w Żmigrodzie
  - cerkiew św. Jerzego w Żmigrodzie